# Herpsilochmus gentryi
Herpsilochmus gentryi là một loài chim trong họ Thamnophilidae.